# Dor (Stadt)
Koordinaten: 32° 37′ 2,7″ N, 34° 54′ 58,9″ O
Dor (hebräisch דאר bzw. דור; assyrisch du'ru, griechisch Dora; altägyptisch Der, Tar, Tir, Tuiar) war eine antike Stadt am Mittelmeer im Gebiet des heutigen Israel; sie liegt etwa 30 km südlich von Haifa an der Karmelküste.

## Literarische Berichte
Dor ist im altägyptischen Reisebericht des Wenamun als „Stadt der Tjeker“ genannt. Im Alten Testament wird Dor mehrmals erwähnt: Josua 11, 1-2; 12, 23; 17, 11; Richter 1, 27; 1 Könige 4, 11 und 1 Chronik 7, 29. Die Griechen hielten Doros, Stammvater der Dorer, Sohn des Hellen, Stammvater der Griechen, und der Nymphe Orseis für den Gründer der Stadt.

## Geschichte
Dor besaß seit der Zeit Ahabs eine Stadtmauer mit vierkammerigen Toren. Kurz vor der assyrischen Eroberung wurde bereits die erste griechische Keramik (spät-geometrisch) importiert oder von hier ansässigen griechischen Händlern benutzt. Dor und die Scharonebene wurden unter Tiglat-pileser III. 733/32 v. Chr. zusammen mit Galiläa und der Jesreelebene von den Assyrern erobert. Dor wurde vollständig zerstört.
Spätestens unter Salmanassar V. (726–722 v. Chr.) wurde der Ort wieder aufgebaut, vermutlich 720 v. Chr. wurde Dor (Duru) wie Megiddo und Samaria zur Hauptstadt einer assyrischen Provinz. Zu dieser gehörten auch die phönizischen Städte an der Küste, die aber nahezu autonomen Status hatten. Von Dor verlief eine wichtige Straße, Teil der Via Maris, durch die Ebene von Scharon zur Küste nach Jaffa. Dor erhielt eine mächtige Stadtmauer mit regelmäßig versetzten Mauern und zweikammrigen Stadttoren nach assyrischem Muster. Sie hatte ein Steinfundament, die eigentliche Mauer bestand aus Lehmziegeln und war an den Kanten mit Steinen verstärkt. Die Mauer war ca. 2 m dick, besaß ein Glacis aus Lehm und war vermutlich ursprünglich verputzt. Die Häuser dieser Zeit besaßen oft Steinpfeiler. Der Vertrag zwischen Assurhaddon und Baʿal von Tyros erwähnt auch Dor, das an Tyros abgetreten wird. Die assyrische Herrschaft endete um 630 v. Chr.
603 v. Chr. wurde die Stadt Teil des Babylonischen Reiches. Es wird angenommen, dass Dor in der Zwischenzeit von Sidon und vielleicht kurzfristig von König Josiah von Juda (um 610 v. Chr.) abhängig war. Die Stadt scheint, im Gegensatz zu Tyros, Jerusalem und Askalon, von den Babyloniern nicht zerstört worden zu sein, die assyrische Stadtmauer war weiter bis in die Perserzeit in Verwendung. Babylonische Funde sind spärlich. Ob die massiven Deportationen dieser Zeit auch Dor betrafen, ist unklar, würde jedoch die geringe Zahl von Funden aus der babylonischen Zeit erklären.
Die persische Herrschaft begann 538 v. Chr. und ist mit einem Neubau der Stadtmauer verbunden. Sie hatte wiederum Zweikammertore. Die Provinz Dor erstreckte sich zu dieser Zeit von Schiqmona im Norden bis nach Jaffa im Süden. Der Periplus des Pseudo-Skylax erwähnt die Stadt Doros, die sich mit ziemlicher Sicherheit mit Dor gleichsetzen lässt. Doros stand unter der Herrschaft von Sidon. Dies wird durch die Inschrift auf dem Sarkophag des sidonischen Königs Ešmunʿeser bestätigt. In Dor, Jaffa und Akko waren zu dieser Zeit griechische Händler ansässig.
Unter Pharao Hakor (393–380 v. Chr.) war Dor vielleicht wie Tyros und Sidon kurzfristig unter der Kontrolle von Euagoras I. von Salamis. Drei Inschriften in zyprisch-archaischer Schrift aus Dor könnten aus dieser Zeit stammen.
332 v. Chr. unterwarf sich die Stadt Alexander von Makedonien. 296–201 v. Chr. war sie ptolemäisch. Durch Ptolemaios II. erhielt die Stadt eine Stadtmauer nach griechischem Muster. Sie bestand aus rechteckigen Sandsteinblöcken, jeweils ca. 1 m lang. Die Mauer war ca. 2 m dick und vollständig aus Stein erbaut. In etwa 30 m Abstand erhoben sich quadratische Türme, die über die Mauerlinie hinausragten. Die Datierung beruht auf einer Münze von Ptolemaios II. in einer Schicht unter der Mauer. Das Bauwerk könnte also auch auf einen seiner Nachfolger zurückgehen. Ab 219 ist die Mauer schriftlich belegt: Flavius Josephus beschreibt Dor als „eine befestigte Stadt, die schwer einzunehmen ist“.
218 v. Chr. wurde die Stadt durch Antiochos III. Megas belagert, dieser konnte sie jedoch nicht einnehmen. Von 200 v. Chr. bis 104 v. Chr. war Dor dann seleukidisch.
104–63 v. Chr. war die Stadt hasmonäisch. Nach dem Mord an Jonatan floh der Seleukide Diodotos Tryphon nach Dor. Antiochos VII. Sidetes verfolgte ihn und belagerte Dor zusammen mit Jonatans Bruder und Nachfolger Simon. Die Belagerung wurde abgebrochen, als Tryphon weiter nach Syrien floh und nach einer Niederlage bei Antiochia schließlich Selbstmord beging. Schleudergeschosse aus Blei, die die Inschrift „Für den Sieg von Tryphon“ tragen, belegen diese Belagerung auch archäologisch. Unter Alexander Jannäus wurde Dor durch den Tyrannen Zoilus beherrscht.
Im Vertrag zwischen Ptolemaios IX. Lathyros und Alexander Jannäus wurde Dor vielleicht an den König von Zypern abgetreten. In der Folge wurde es durch Pompejus und Gabinius eingenommen, die sie zu einer unabhängigen Polis mit Münzrecht machten.

## Archäologie
Erste Grabungen auf dem Tel Dor (Khirbet el-Burdsch) fanden 1923–24 durch die British School of Archaeology in Jerusalem unter Leitung von John Garstang statt. Es war die erste größere Ausgrabung im Mandatsgebiet Palästina. Garstang legte drei Schnitte an. Es wurden Schichten von der Römerzeit bis in die Bronzezeit freigelegt. J. Leibowitz vom israelischen Altertumsdienst führte ab 1950 weitere Untersuchungen und Notbergungen auf dem Gebiet des Kibbutz durch. Er konnte auch eine byzantinische Kapelle am Nordrand des Tells untersuchen. 1979–80 und 1983 unternahm Claudine Dauphin Ausgrabungen. Von 1980 bis 2000 untersuchte die Hebräische Universität Jerusalem unter Leitung von Ephraim Stern die Fundstelle. Seit 2003 untersucht die neue Expedition unter Leitung von Ilan Sharon von der Hebräischen Universität Jerusalem und Ayelet Gilboa von der Universität Haifa Tel Dor.
In sieben Schnitten (A–G) wurden vor allem die Schichten von der Bronzezeit bis in die Perserzeit untersucht. Die Keramik der frühen Eisenzeit (EZ Ia) führt die Traditionen der späten Bronzezeit weiter. Sie ist meist unbemalt, lediglich kleine Flaschen und Kannen mit Ausguss sind mit konzentrischen roten Kreisen bemalt. Ab EZ Ib findet sich die „phönizische polychrome Keramik“, die sich unter starkem zypriotischen Einfluss aus der Keramik der EZ Ia entwickelt und sich durch Bänder verschiedener Breite auszeichnet. Seit EZ Ib sind zypriotische Importe nachgewiesen (MC Geometrisch I). Mit der Phase EZ I/II setzt sich der bichrome Stil durch, besonders auf der Handelsware, und wird bei der Verzierung weiterer Formen eingesetzt. Importe direkt aus Zypern (Zypriotisch-Geometrisch IB/II) sind zahlreich. Zu dieser Zeit tauchen auch die ersten griechischen Importe von Euböa und Lemnos auf.
Die assyrischen Schichten enthalten zahlreiche Scherben der sogenannten assyrischen Palastware, die aus weißlichem, feingeschlämmten Ton bestehen. Vorherrschende Formen sind Knickwandschalen und ovale Krüge. Sie wurden auch lokal nachgeahmt und sind dann oft mit roten Streifen bemalt und haben Henkel. Es wurden auch assyrische Stempelsiegel gefunden. Nach Ostraka wurde der Ba’al von Sidon, Ešmun verehrt, außerdem fand man Statuen der Isis, die vielleicht mit Baʿalat Gebal identifiziert wurde. Reiterfiguren gelten gewöhnlich als Darstellungen des kriegerischen Baʿal. Es wurden auch Tonmodelle von kleinen Einraum-Tempeln, die noch bis in die persische Zeit hergestellt wurden, sowie zahlreiche Amulette aus Glas und Fayence gefunden. Sie zeigen oft das ägyptische Anch, das Horusauge und eine Fratze, die vielleicht Bes darstellen soll. Tonmasken zeigen Baʿal und Astarte und hatten wohl apotropäischen Charakter.
Ein in Privatbesitz befindliches Stempelsiegel, welches als Oberflächenfund in der Nähe von Sebaste gefunden worden sein soll, trägt die Aufschrift „[für Sa]charjau, den Priester von Dor“ (Revers „Ṣadoq, Sohn des Micha“). Ob dies jedoch auf einen (israelitischen) Tempel in Dor schließen lässt, ist umstritten.
Bestattungen in Tonsärgen gehen vermutlich auf Assyrer zurück, sie wurden nicht nur in Dor, sondern auch in Megiddo, Dotan, Samaria, Jezreel, Tell el-Far'a (Nord) und Tell el-Qitaf gefunden.
Hundebestattungen in Dor gehen auf einen persischen Brauch zurück. Es wurde jedoch nicht, wie im benachbarten Askalon, ein ganzer Hundefriedhof gefunden. Funde griechischer Helme deuten auf die Anwesenheit griechischer Söldner im 5. und 4. Jahrhundert.

### Unterwasser-Archäologie
In den flachen Gewässern vor der Küste des ehemaligen Fischerdorfes Tantura wurde ein Wrack aus dem 9. Jahrhundert entdeckt, genannt Tantura B, vermutlich ein arabisches Handelsschiff. Der Schiffsrumpf lag auf einem weiteren Wrack, das aus der Römerzeit stammt.

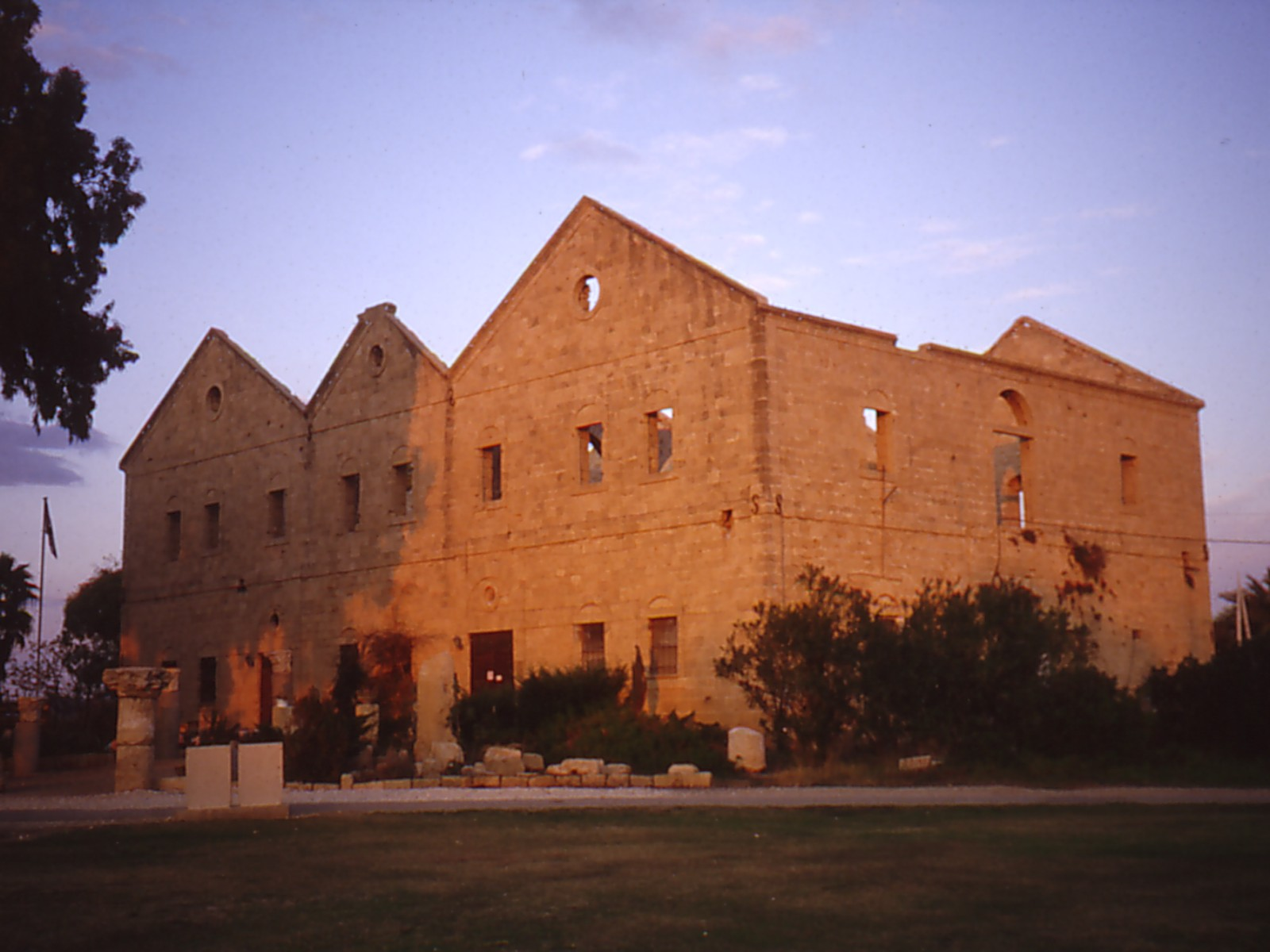
Ehemalige Glasfabrik in Nachscholim, heute Museum

## Moschav Dor
Nahe der antiken Stadt Dor wurden 1948 bzw. 1949 der Kibbuz Nachscholim und – etwas weiter südlich und in größerer Entfernung vom Tel – der Moschav Dor gegründet. Dabei wurden auch archäologische Überreste beschädigt. In Nachscholim befindet sich heute in einer ehemaligen Glasfabrik des Barons Edmond de Rothschild ein Museum mit Funden vom Tel. Auch viele Exponate aus dem Mittelmeer, die im Rahmen von Unterwasserexkursionen vor der Küste geborgen werden konnten, werden hier ausgestellt.